# Seniorat
Seniorat (prema lat. senior: stariji), u pravu, načelo prema kojem pravo nasljeđivanja pripada najstarijem članu obitelji, za razliku od primogeniture, kod koje to pravo pripada najstarijem sinu. Bilo je u uporabi u razdoblju feudalizma kod pojedinih vladarskih obitelji, kao što su Rjurikoviči u Rusiji 1054. – 1157. ili Přemyslovići u Češkoj 1058. – 1198., a počesto su nastajali i sukobi između članova vladarske obitelji po pitanju nasljeđivanja, kada nije bilo jasno određeno pravilo nasljeđivanja.

## Vanjske poveznice
- Seniorat Hrvatska enciklopedija